# Les Marque-pages
 (janvier 2021).
La mise en forme du texte ne suit pas les recommandations de Wikipédia : il faut le « wikifier ».
Les points d'amélioration suivants sont les cas les plus fréquents :
- Les titres sont pré-formatés par le logiciel. Ils ne sont ni en capitales, ni en gras.
- Le texte ne doit pas être écrit en capitales (les noms de famille non plus), ni en gras, ni en italique, ni en « petit »…
- Le gras n'est utilisé que pour surligner le titre de l'article dans l'introduction, une seule fois.
- L'italique est rarement utilisé : mots en langue étrangère, titres d'œuvres, noms de bateaux, etc.
- Les citations ne sont pas en italique mais en corps de texte normal. Elles sont entourées par des guillemets français : « et ».
- Les listes à puces sont à éviter, des paragraphes rédigés étant largement préférés. Les tableaux sont à réserver à la présentation de données structurées (résultats, etc.).
- Les appels de note de bas de page (petits chiffres en exposant, introduits par l'outil «  Source ») sont à placer entre la fin de phrase et le point final[comme ça].
- Les liens internes (vers d'autres articles de Wikipédia) sont à choisir avec parcimonie. Créez des liens vers des articles approfondissant le sujet. Les termes génériques sans rapport avec le sujet sont à éviter, ainsi que les répétitions de liens vers un même terme.
- Les liens externes sont à placer uniquement dans une section « Liens externes », à la fin de l'article. Ces liens sont à choisir avec parcimonie suivant les règles définies. Si un lien sert de source à l'article, son insertion dans le texte est à faire par les notes de bas de page.
- La présentation des références doit suivre les conventions bibliographiques. Il est recommandé d'utiliser les modèles {{Ouvrage}}, {{Chapitre}}, {{Article}}, {{Lien web}} et/ou {{Bibliographie}}. Le mode d'édition visuel peut mettre en forme automatiquement les références.
- Insérer une infobox (cadre d'informations à droite) n'est pas obligatoire pour parachever la mise en page.

Pour une aide détaillée, merci de consulter Aide:Wikification.
Si vous pensez que ces points ont été résolus, vous pouvez retirer ce bandeau et améliorer la mise en forme d'un autre article.
Les Marque-pages est une émission de télévision éducative en streaming de 2020 présentée par Marley Dias,. Produit par Jesse Collins Entertainment pour Netflix et réalisé par Fracaswell Hyman, la série a débuté le 1er septembre 2020.

## Distribution

### Liste des artistes
- Tiffany Haddish (VF : Annie Milon)
- Grace Byers (VF : Corinne Wellong)
- Caleb McLaughlin (VF : Jhos Lican)
- Lupita Nyong'o (VF : Fily Keita)
- Marsai Martin (VF : Justine Berger)
- Karamo Brown (VF : Jean-Baptiste Anoumon)
- Jill Scott (VF: Virginie Emane)
- Misty Copeland (VF : Cerise Calixte)
- Common (VF : Daniel Njo Lobé)
- Jacqueline Woodson (VF : Déborah Claude)
- Kendrick Sampson (VF : Dioucounda Koma)
- Marley Dias (VF : Jaynélla Coadou-Keita)

Version française :
- Société de doublage : Deluxe Media Paris
- Direction artistique : Barbara Delsol
- Adaptation : Brice Gueret

## Épisodes
| #   | Titre original                                          | Titre français                                                                |
| --- | ------------------------------------------------------- | ----------------------------------------------------------------------------- |
| 1.  | "Tiffany Haddish Reads I Love My Hair"                  | Tiffany Haddish lit "J'adore mes cheveux!"                                    |
| 2.  | "Grace Byers Reads I Am Enough"                         | Grace Byers lit "Ce que je suis suffit"                                       |
| 3.  | "Caleb McLaughlin Reads Crown: An Ode to the Fresh Cut" | Caleb McLaughlin lit "Ma couronne: Ode au bonheur d'avoir une nouvelle coupe" |
| 4.  | "Lupita Nyong'o Reads Sulwe"                            | Lupita Nyong'o lit "Sulwe"                                                    |
| 5.  | "Marsai Martin Reads ABCs For Girls Like Me"            | Marsai Martin lit "L'abécédaire des filles comme moi"                         |
| 6.  | "Karamo Brown Reads I Am Perfectly Designed"            | Karamo Brown lit "Je suis parfait comme je suis"                              |
| 7.  | "Jill Scott Reads Pretty Brown Face and Brown Boy Joy"  | Jill Scott lit "Joli visage noir" et "Les joies d'un petit garçon noir"       |
| 8.  | "Misty Copeland Reads Firebird"                         | Misty Copeland lit "L'Oiseau de feu"                                          |
| 9.  | "Common Reads Let's Talk About Race"                    | Common lit "On a tous une histoire"                                           |
| 10. | "Jacqueline Woodson Reads The Day You Begin"            | Jacqueline Woodson lit "Un jour, tu découvriras..."                           |
| 11. | "Kendrick Sampson Reads Antiracist Baby"                | Kendrick Sampson lit "Bébé antiraciste"                                       |
| 12. | "Marley Dias Reads We March"                            | Marley Dias lit "La marche"                                                   |